# Az Air Moldova úti céljai
Az Air Moldova 2022 decemberében 32 célállomásra kínált járatokat Európában és Ázsiában.
2020. március 13-án a koronavírusjárvány miatt a kormány "nemzeti vörös riasztást" rendelt el, és megtiltotta a Spanyolországba, Olaszországba, Franciaországba, Ausztriába, Belgiumba, a Cseh Köztársaságba, Ciprusra, Németországba, Írországba, az Egyesült Királyságba, Lengyelországba, Portugáliába és Romániába irányuló járatok üzemeltetését.
2020. március 17-én a moldovai parlament legalább 60 napra szükségállapotot hirdetett, és felfüggesztette az összes nemzetközi járatot.

## Fordítás
- Ez a szócikk részben vagy egészben  a   List of Air Moldova destinations című angol Wikipédia-szócikk ezen változatának fordításán alapul.  Az eredeti cikk szerkesztőit annak laptörténete sorolja fel. Ez a jelzés csupán a megfogalmazás eredetét és a szerzői jogokat jelzi, nem szolgál a cikkben szereplő információk forrásmegjelöléseként.